# يوجينة خلنجانية
يوجينة خلنجانية (الاسم العلمي: Eugenia ericoides) هي نوع من النباتات تتبع جنس اليوجينة من فصيلة الآسية. سمي هذا النوع نسبةً إلى نبات الخلنج.